# توني هاربر (لاعب كرة قدم)
توني هاربر (بالإنجليزية: Tony Harper)‏ (26 مايو 1925 بأكسفورد في المملكة المتحدة - 28 يونيو 1982 في المملكة المتحدة) هو لاعب كرة قدم بريطاني (وحمل سابقاً جنسية المملكة المتحدة لبريطانيا العظمى وأيرلندا) في مركزي مهاجم داخلي والدفاع. لعب مع أكسفورد يونايتد ونادي برينتفورد.